# تی گودن
تی گودن (انگلیسی: Ty Gooden؛ زادهٔ ۲۳ اکتبر ۱۹۷۲) فوتبالیست اهل بریتانیا است.
از باشگاه‌هایی که در آن بازی کرده‌است می‌توان به باشگاه فوتبال وایکام واندررز، باشگاه فوتبال سوئیندون تاون، باشگاه فوتبال آرسنال، باشگاه فوتبال کانوی ایسلند، و باشگاه فوتبال گیلینگام اشاره کرد.